# Schizoporella neptuni
Schizoporella neptuni är en mossdjursart som först beskrevs av Jullien 1882.  Schizoporella neptuni ingår i släktet Schizoporella och familjen Schizoporellidae. Inga underarter finns listade i Catalogue of Life.